# Plectorhinchus gaterinus
Plectorhinchus gaterinus är en fiskart som först beskrevs av Forsskål, 1775.  Plectorhinchus gaterinus ingår i släktet Plectorhinchus och familjen Haemulidae. Inga underarter finns listade i Catalogue of Life.